# Alexander Auer (Skeletonpilot)
Alexander Auer (* 27. März 1991) ist ein österreichischer Skeletonpilot.

## Karriere
Bevor er zum Skeleton kam, betrieb er auch Rugby und Shorttrack. Seinen ersten Wettkampf im Skeleton absolvierte er im Jahr 2007. Nach seinem Debüt im Skeleton-Weltcup nahm er am 15. Februar 2015 beim Weltcup-Finale der Saison 2014/15 im Sliding Center Sanki in Sotschi teil. Bei seinem ersten Weltcup-Rennen belegte er am Ende den 20. Platz und belegte im Gesamtweltcup den 41. Platz.
Am 2. Dezember 2015 startete er beim Intercontinental-Cup in Whistler Sliding Centre. Hinter dem Deutschen Martin Rosenberger und vor dem Deutschen Alexander Gassner belegte er den zweiten Platz. In der Weltcup-Saison 2015/16 konnte er erstmals eine Top-15-Platzierung in diesem Wettbewerb erreichen. Am 23. Januar 2016 belegte er im Whistler Sliding Centre den 14. Platz. In der Gesamtwertung belegte er den 30. Platz. Obwohl er in der Saison 2016/17 bei keinem Weltcup-Rennen einen Platz unter den Top 20 belegen konnte, erreichte er im Gesamtweltcup mit dem 29. Platz seine beste Leistung in dieser Wertung.
In der Saison 2017/18 konnte er erstmals nach 2 Jahren wieder ein Top-20-Ergebnis im Skeleton-Weltcup erreichen. Am 19. Januar 2018 belegte er beim Weltcup-Rennen auf der Kunsteisbahn Königssee den 19. Platz. In der Weltcup-Gesamtwertung belegte er am Saisonende erneut den 30. Platz.